# Norrköping-klass
Norrköping-klass var en fartygsklass i svenska marinen. Tolv stycken torpedbåtar av Norrköping-klass byggdes på Karlskronavarvet i Karlskrona mellan åren 1971 och 1974. Fartyget byggdes helt på erfarenheterna av Spica-klassen och därför blev kallad Spica II. 
Norrköping-klassen var en mycket lyckad fartygsserie tack vare av hög driftsäkerhet och goda sjöegenskaper.
Fartygen framdrevs av tre gasturbiner, som kunde köras oberoende av varandra. Vanligtvis använde man två men vid anfallsövning kördes alla tre. Det variabla antalet turbiner, beroende på fart och typ av övning, gav förbättrad driftsekonomi. Fartygen fick i början av 1980-talet Robot 15 som huvudbeväpning. Fartygstypen benämndes efter ombyggnaden robotbåt. Då ändrades också taktiken rejält för ytattackförbanden.
Mellan 1996 och 2000 fick sex av fartygen ett nytt stridsledningssystem. Övriga sex avrustades och lades i malpåse. De modifierade fartygen fick efter ombyggnaden en ny klassbeteckning efter det först ombyggda fartyget i serien, HMS Ystad, och benämndes därefter för Ystad-klass.
Avsikten med ombyggnationen var att livstidsförlänga robotbåtsystemet för att finnas kvar fram till 2010 då Visby-klassen skulle vara färdig att tas i operativt bruk. Av olika anledningar beslutades att påbörja utfasningen av robotbåtssystemet tidigare än först planerat. Den 1 september 2005 halades befälstecknet för sista gången på de sista två robotbåtarna i svenska Flottan. HMS Norrköping och HMS Ystad avvecklades då efter 35 år i tjänst.